# シャルル・テブナン (画家)
シャルル・テブナン（Charles Thévenin、1764年7月12日 - 1838年2月28日）はフランスの「新古典派」の画家である。1816年から1823年の間、在ローマ・フランス・アカデミーの校長を務めた。フランス革命やナポレオン時代の出来事を題材にした作品を残した。

## 略歴
パリで、宮廷建築家のジャン・シャルル・テヴナン(Jean Charles Thévenin)の息子に生まれた。王立絵画彫刻アカデミーでフランソワ＝アンドレ・ヴァンサンに学んだ。1789年にローマ賞に歴史画を応募し2位であったが、1791年に1位になった。1790年にバスティーユ襲撃を題材に描いた作品の注文を受け、評判になった。
しばらく歴史画を描かず、装飾の仕事をした後、1898年に『アルコレの戦いのオージュロー』を描き、その後も帝国時代の栄光を称える作品を描いた。イタリアに移り、ヴィラ・メディチに住み、ローマに留学してきたドミニク・アングルとも交流した。フランス復古王政の時代の1816年から1823年まで、在ローマ・フランス・アカデミーの校長を務めた。パリに戻った後、1825年に芸術アカデミーの会員に選ばれ、フランス国立図書館で働いた。

## 作品

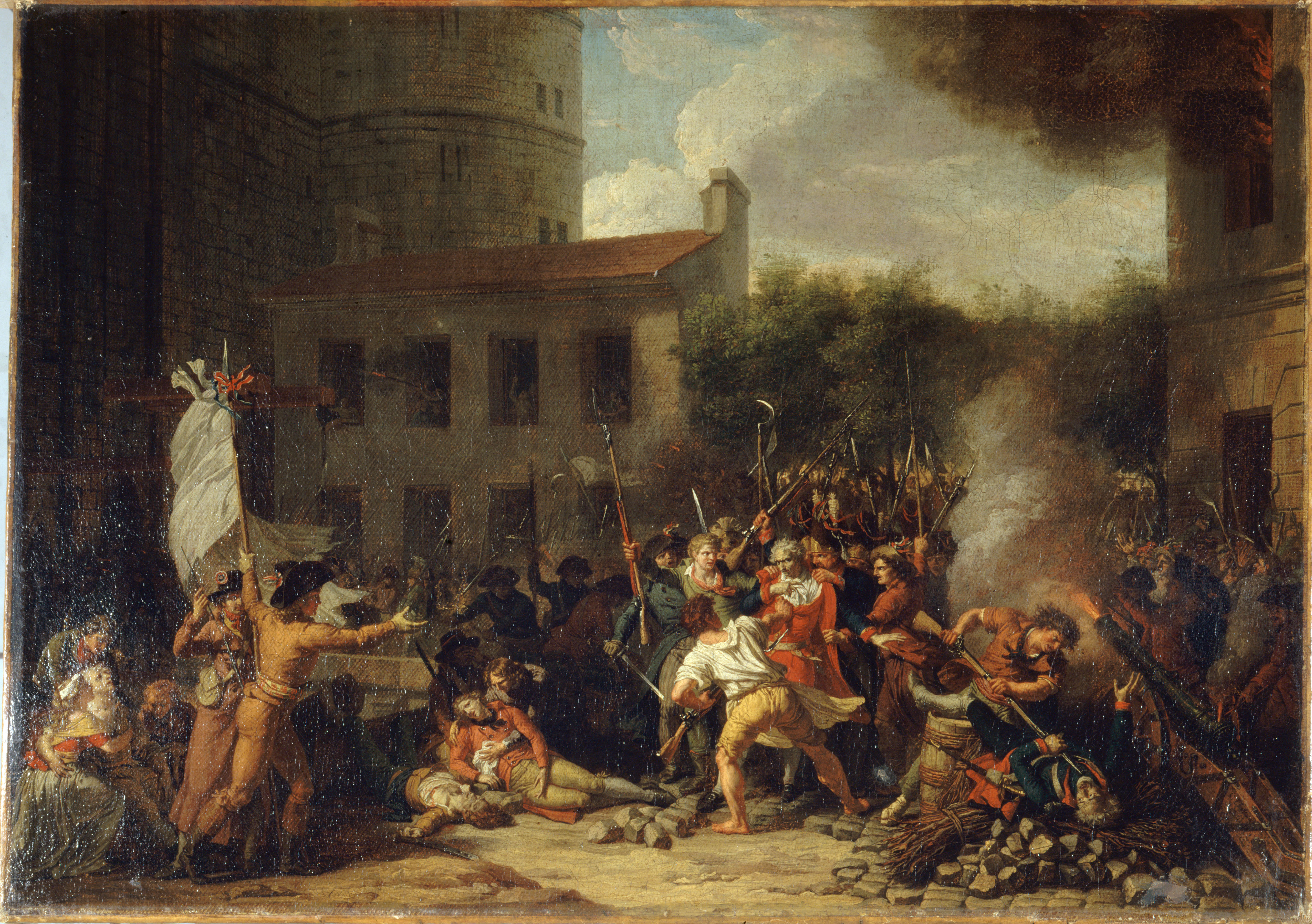
『バスティーユ襲撃』(1793)
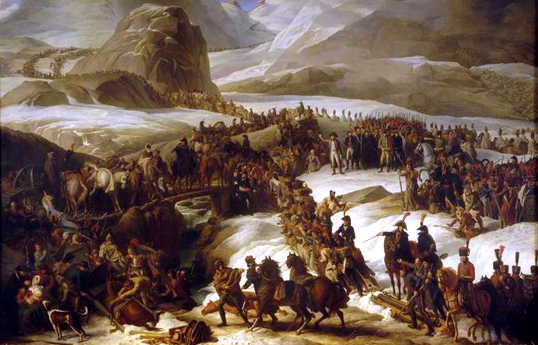
『グラン・サン・ベルナール峠を越えるフランス軍』(1806)
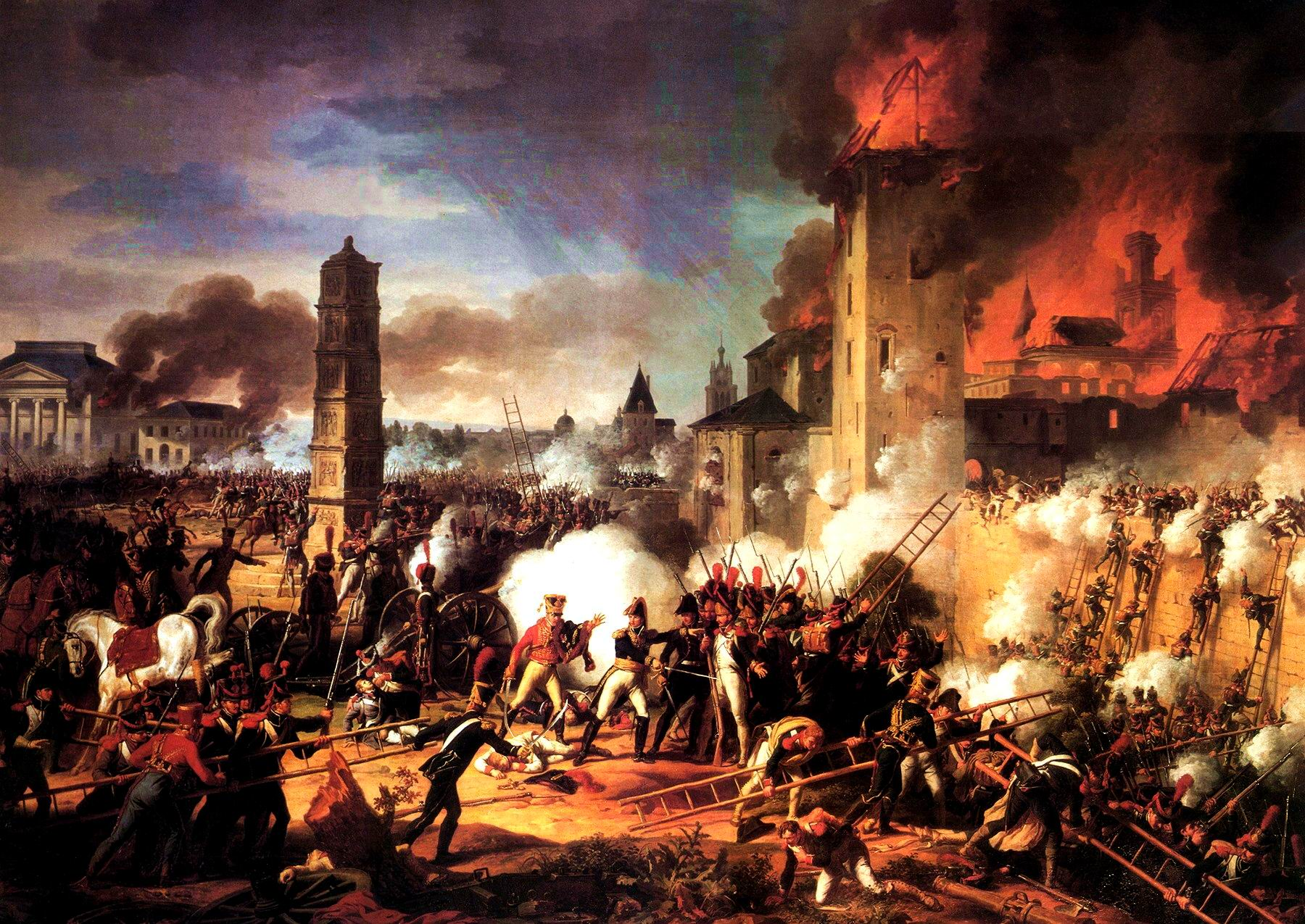
『レーゲンスブルクの戦い』(1810)

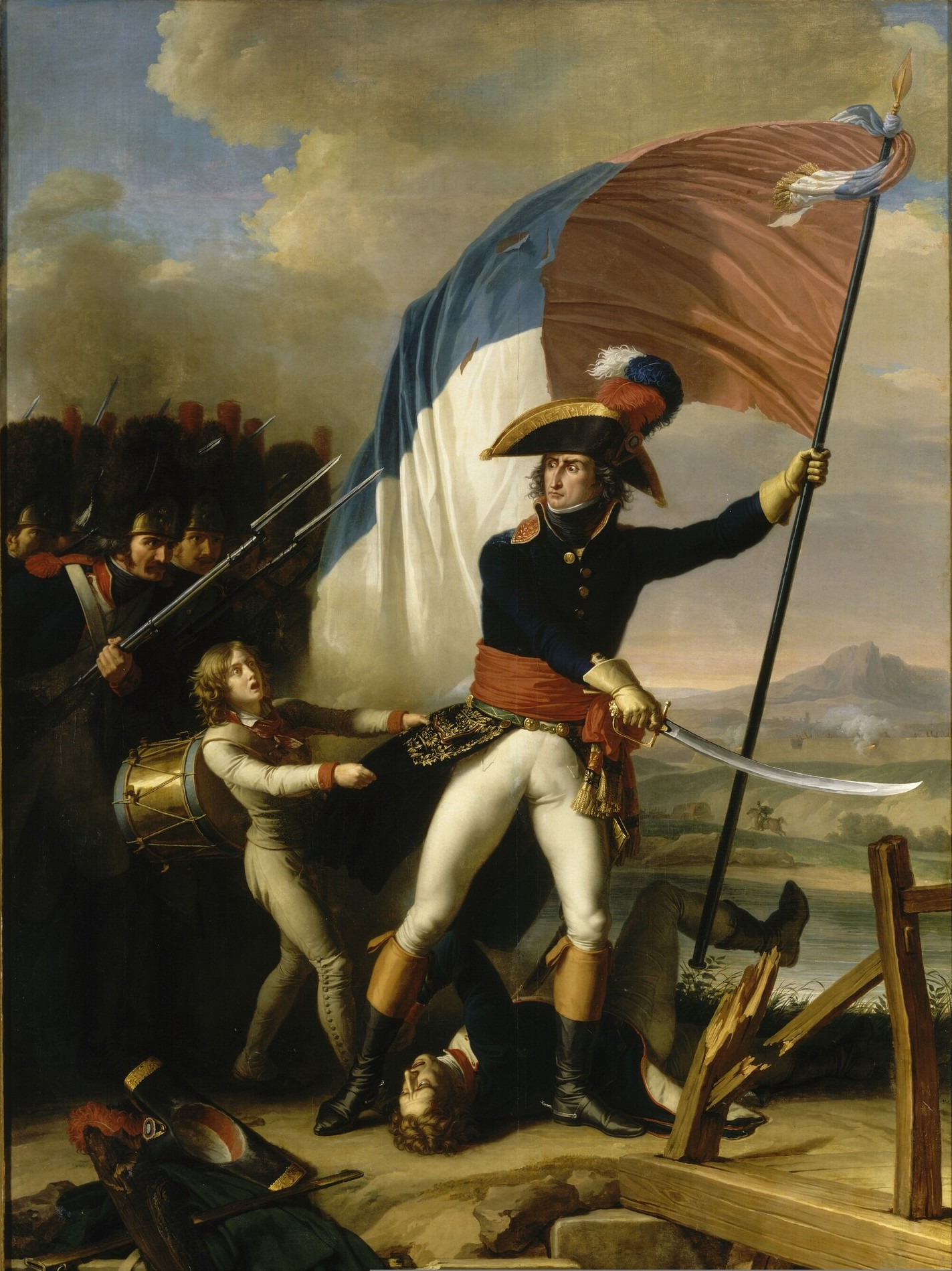
『アルコレの戦いのオージュロー』(1798)
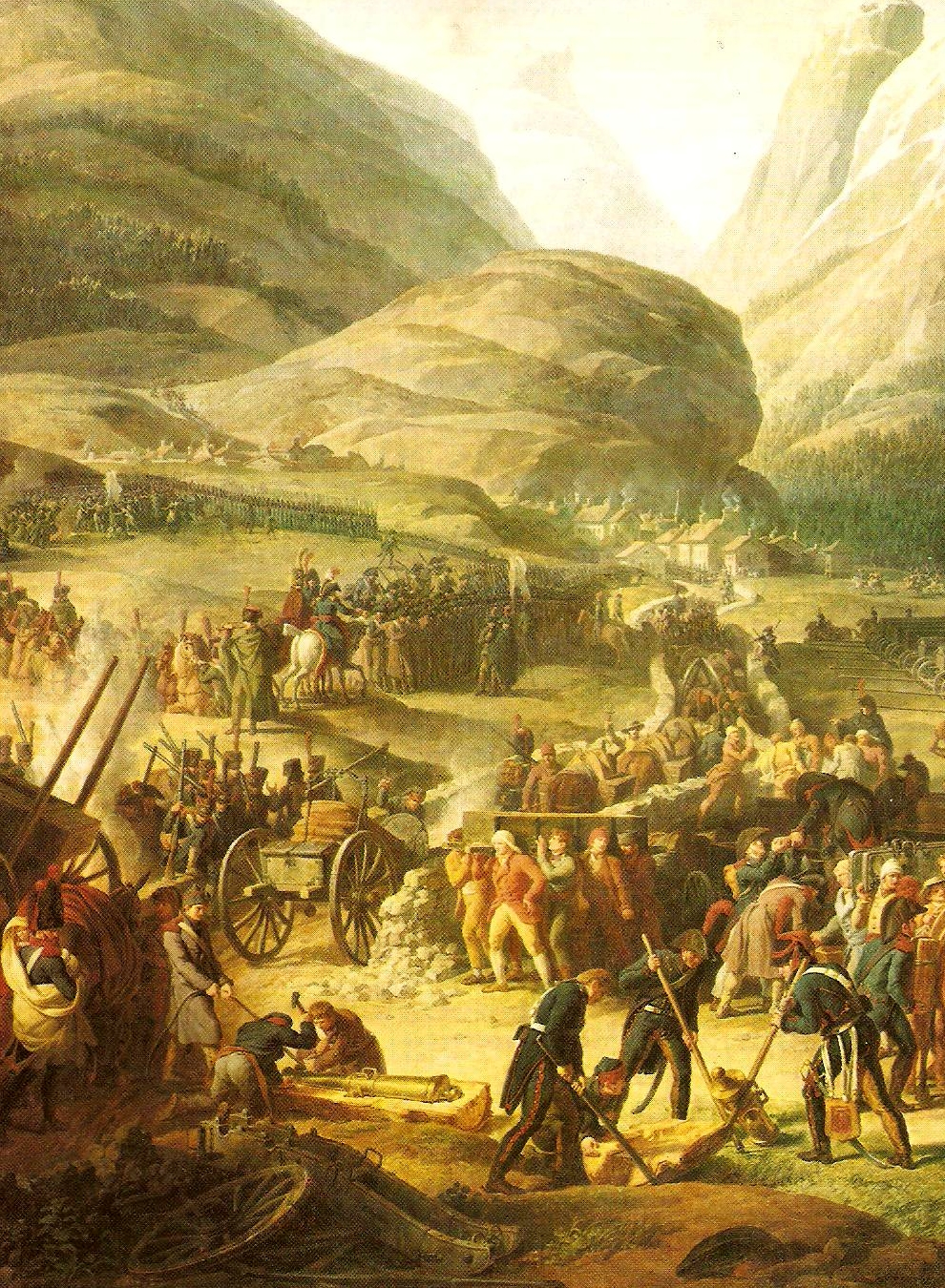
『アルプスを越えるフランス軍』
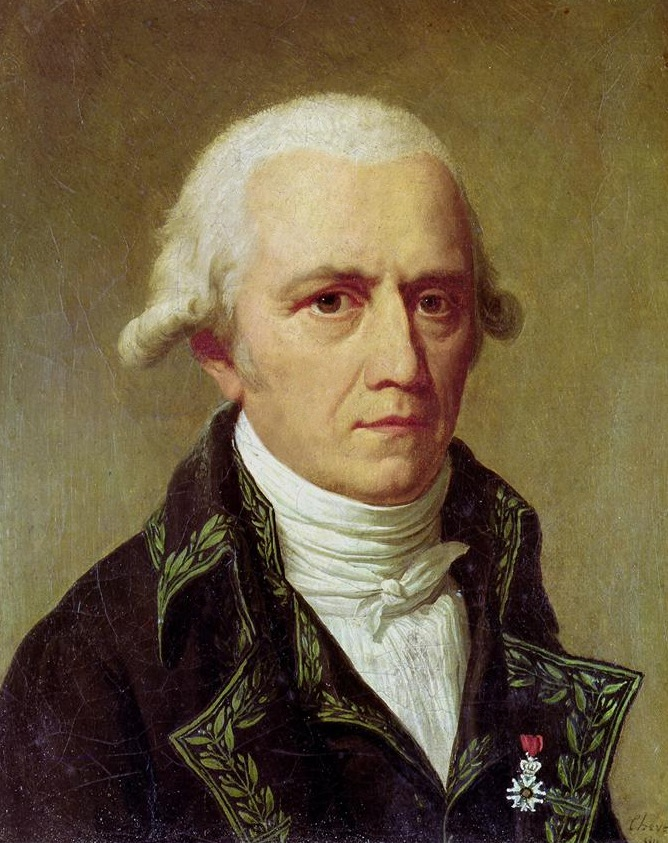
ジャン＝バティスト・ラマルク
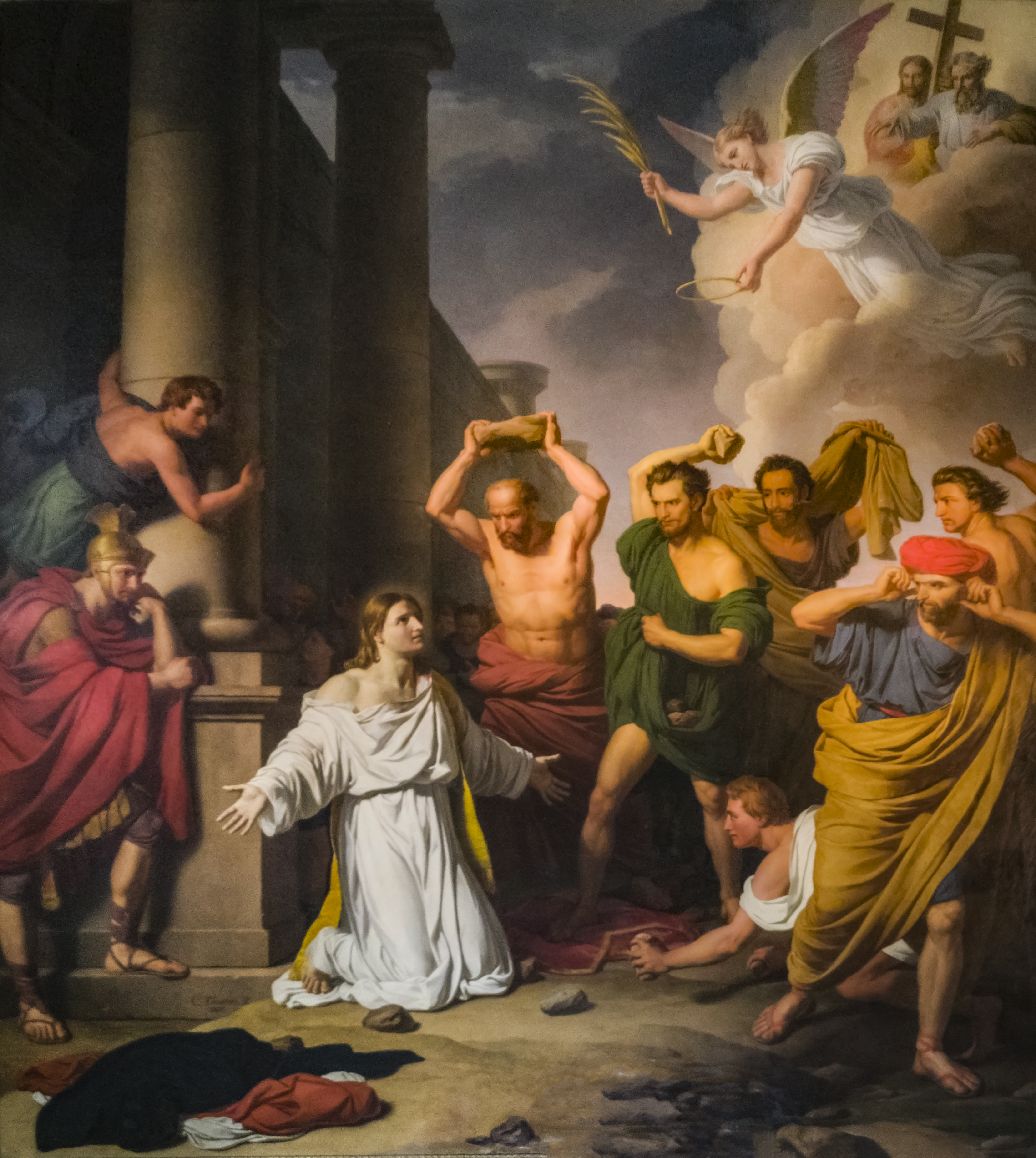
(1829)